# Бойне, Джованни
Джованни Бойне (итал. Giovanni Boine, 2 сентября 1887, Финале-Лигуре — 16 мая 1917, Порто-Маурицио, Империя, Лигурия) — итальянский поэт и писатель
, литературный критик, бывший футурист, перешедший к реализму.
Участник модернистского движения, возникшего при журнале Rinnovamente и идеалистического движения Voce. Позже дистанцировался от них, так как ему не нравилась склонность идеализма переходить в действие. Бойне был одним из самых видных представителей литературы, отражающей психологический кризис своего времени.
Его лучшие романы — «Il peccato ed altre cose» (1913), где Бойне рисует молодое поколение итальянской провинции, «Discorsi militari» (1914) и «La ferita non chiusa» (1921).
Автор ряда статей об искусстве, изданных под заглавием «Frantumi seguiti da Plausi e Botte» (1918—1921).